# Zusmarshausen
For the battle fought near this place, see Battle of Zusmarshausen.
Zusmarshausen là một đô thị ở huyện Augsburg, bang Bayern, nước Đức. Đô thị Zusmarshausen có diện tích 68,72 km², dân số thời điểm ngày 31 tháng 12 năm 2006 là 6298 người.
Đô thị này thuộc Naturpark Augsburg-Westliche Wälder (Công viên tự nhiên Augsburg Western Woods)